# Józef Trynidad Rangel
Józef Trynidad Rangel, hiszp. José Trinidad Rangel Montaño (ur. 4 czerwca 1887 w Dolores Hidalgo, zm. 25 kwietnia 1927 w Rancho San Joaquín) – meksykański kapłan i błogosławiony Kościoła rzymskokatolickiego.

## Życiorys
Pochodził z religijnej rodziny. Sakrament święceń przyjął 13 kwietnia 1919 roku. Był wikariuszem i katechetą a następnie rektorem kościoła w Silao (Guanajuato).
Gdy nasiliło się w Meksyku prześladowanie Kościoła przez antychrześcijańską dyktaturę, Józef został w kraju i potajemnie sprawował liturgię w Rincón. Został tam aresztowany 22 kwietnia 1927 roku i sprowadzony do León. Po 3 dniach rozstrzelano go wraz z Andrzejem Solą Molistem i Leonardem Pérezem Láriosem.

## Beatyfikacja
Józef Trynidad został beatyfikowany przez Benedykta XVI w grupie trzynastu męczenników meksykańskich w dniu 20 listopada 2005 roku.